# 마리팀 알프스
마리팀 알프스(프랑스어: Alpes Maritimes, 이탈리아어: Alpi Marittime)는 알프스산맥의 서남쪽에 위치한 산맥이다. 프랑스의 프로방스알프코트다쥐르 레지옹과 이탈리아의 피에몬테, 리구리아 주 사이의 경계를 형성하고 있다. 알프스의 극남쪽에 자리잡고 있다.

## 지리
행정 상으로 마리팀 알프스는 이탈리아의 쿠네오도, 임페리아도와 프랑스의 알프마리팀 (서쪽 경계)에 걸쳐 있다.
마리팀 알프스는 프랑스 방향으로는 베르동강, 루아야강, 바르강 및 그 지류로 흐르고, 이탈리아 방향으로는 스투라 디 데몬테 및 타나로강과 포강의 지류로 흐른다. 벨베데르처럼 장관을 이루는 고르돌라스크 계곡 입구에 자리 잡은 매력적인 고지대 마을들이 많이 있으며, 그 중 일부는 예상치 못한 건축적 보물을 숨기고 있다 (예시로 남쪽에는 산호 및 니스 출신 화가들의 제단 등으로 장식된 여러 교회들이 존재한다).

### 경계
마리팀 알프스의 경계에는 다음이 존재한다 (시계 방향):
- 베르메나냐 지류, 콜 드 탕드 (리구리아 알프스와 연결), 루아야강 (동쪽)
- 지중해, 바르강 협곡 (남쪽)
- 베르동강, 콜 달로스 (프로방스 알프 프레알프와 연결), 위바이강 (서쪽)
- 마달레나 고개 (코티엔 알프스와 연결), 스투라 디 데몬테 (북쪽).

## 봉우리
마리팀 알프스의 주요 봉우리는 다음과 같다:
| 명칭             | 해발    |
| ---------------- | ------- |
| 아르젠테라산     | 3,297 m |
| 스텔라산         | 3,262 m |
| 치마 제노바      | 3,191 m |
| 심 뒤 젤라       | 3,135 m |
| 치마 디 나스타   | 3,108 m |
| 마토산           | 3,097 m |
| 치마 델 바우스   | 3,067 m |
| 펠라산           | 3,053 m |
| 클라피에산       | 3,046 m |
| 테니브르산       | 3,032 m |
| 엔차스트라이아산 | 2,955 m |
| 베고산           | 2,872 m |
| 무니에산         | 2,818 m |
| 로슈 드 라비스   | 2,755 m |
| 그람몬도산       | 1,378 m |

## 고갯길

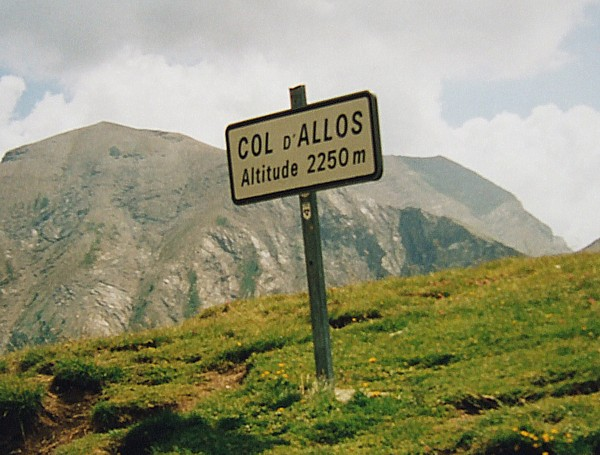
콜 달로스 (2,250 m)

마리팀 알프스의 주요 고개는 다음과 같다:
| 명칭              | 위치                                  | 유형                          | 해발 |
| ----------------- | ------------------------------------- | ----------------------------- | ---- |
| 콜 드 라 보네트   | 티네 협곡에서 바르셀로네트            | 도로 (짧은 등반 구간 2,802 m) | 2715 |
| 콜 드 레스트퐁    | 콜 드 라 보네트에서 바르셀로네트      | 도로                          | 2680 |
| 바사 디 드루오스  | 티네 협곡에서 테르메 디 발디에리      | 비포장 도로                   | 2630 |
| 콜레 디 치리에자  | 생마르탱베쉬비에서 테르메 디 발디에리 | 비포장 도로                   | 2551 |
| 콜 데 그랑주 코뮌 | 생테티엔드티네에서 바르셀로네트       | 비포장 도로                   | 2512 |
| 콜 드 푸르야크    | 티네 협곡에서 아르젠테라              | 오솔길                        | 2506 |
| 콜레 디 구에르차  | 티네 협곡에서 비나디오                | 오솔길                        | 2451 |
| 콜 드 라 롱바르드 | 이졸라에서 비나디오                   | 도로                          | 2350 |
| 콜 드 라 카욜     | 바르강에서 바르셀로네트               | 도로                          | 2327 |
| 콜 뒤 사비옹      | 탕드에서 발디에리                     | 비포장 도로                   | 2264 |
| 콜 달로스         | 베르동강 협곡에서 바르셀로네트        | 도로                          | 2250 |
| 마달레나 고개     | 바르셀로네트에서 쿠네오               | 도로                          | 1995 |
| 콜 드 탕드        | 탕드에서 쿠네오                       | 도로, 도로 터널 철도 터널     | 1873 |
| 콜 드 튀리니      | 베쉬비강 협곡에서 소스펠              | 도로                          | 1607 |

## 자연보호구역

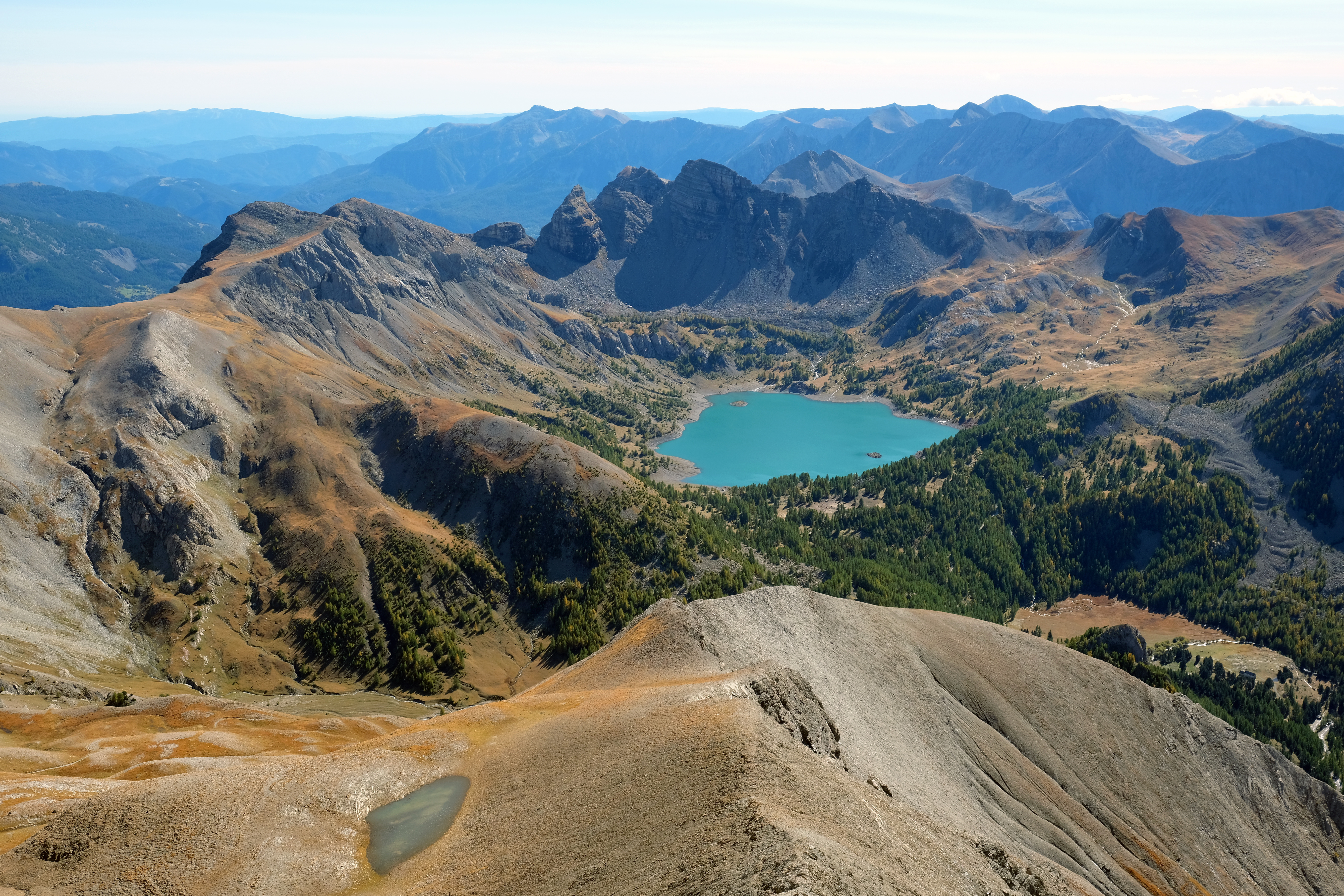
메르캉투르 국립공원

프랑스의 메르캉투르 국립공원 (중심지:68,500 ha + 외곽 지역:140,000 ha)은 마리팀 알프스의 일부이자 28,455 ha 규모의 이탈리아 지방 국립 공원 마리팀 알프스 국립공원의 일부이다.

## 지도
- 이탈리아 정부의 공식 지도 (Istituto Geografico Militare - IGM); on-line version: www.pcn.minambiente.it
- 프랑스 정부의 공식 지도 (Institut Géographique National - IGN); on-line version:  www.geoportail.fr